# Каринтия
Каринтия (на немски: Kärnten; на словенски: Koroška) е една от 9 федерални провинции в състава на Австрия.

## География

### Административно деление
Провинцията се състои от 10 окръга, 2 града със самостоятелен статут (на окръг) и 8 окръга:

#### Градове със самостоятелен статут
- Клагенфурт
- Филах

#### Окръзи
- Волфсберг
- Занкт Файт ан дер Глан
- Клагенфурт-Ланд
- Фелдкирхен
- Филах-Ланд
- Фьолкермаркт
- Хермагор
- Шпитал ан дер Драу

## Побратимени градове
- Ал Байда, Либия